# Надзорненский сельсовет
Надзорненский сельсовет — упразднённое сельское поселение в Кочубеевском районе Ставропольского края Российской Федерации.
Административный центр — село Надзорное.

## История
Статус и границы сельского поселения установлены Законом Ставропольского края от 4 октября 2004 год № 88-КЗ «О наделении муниципальных образований Ставропольского края статусом городского, сельского поселения, городского округа, муниципального района».
С 16 марта 2020 года, в соответствии с Законом Ставропольского края от 31 января 2020 г. № 7-кз, все муниципальные образования Кочубеевского муниципального района были преобразованы путём их объединения в единое муниципальное образование Кочубеевский муниципальный округ.

## Население
| 1989  | 2002  | 2010  | 2011  | 2012  | 2013  | 2014  |
| ----- | ----- | ----- | ----- | ----- | ----- | ----- |
| 2725  | ↘2669 | ↘2411 | ↘2405 | →2405 | ↘2396 | ↘2385 |
| 2015  | 2016  | 2017  | 2018  | 2019  | 2020  |       |
| ↗2410 | ↘2396 | ↘2376 | ↘2364 | ↘2354 | ↘2346 |       |

### Национальный состав
По итогам переписи населения 2010 года проживали следующие национальности (национальности менее 1 %, см. в сноске к строке «Другие»):
| Национальность | Численность | Процент |
| -------------- | ----------- | ------- |
| Русские        | 2121        | 87,97   |
| Цыгане         | 58          | 2,41    |
| Даргинцы       | 37          | 1,53    |
| Армяне         | 28          | 1,16    |
| Другие         | 167         | 6,93    |
| Итого          | 2411        | 100,00  |

## Состав сельского поселения
| № | Населённый пункт | Тип населённого пункта       | Население |
| - | ---------------- | ---------------------------- | --------- |
| 1 | Надзорное        | село, административный центр | ↗1251     |
| 2 | Тоннельный       | посёлок                      | ↘1046     |